# 촌부리주
촌부리주(태국어: ชลบุรี, Chonburi Province)는 태국 동부의 주이다. 주변의 주로는 차층사오 주와 짠타부리 주 그리고 라용 주가 있다. 서쪽으로는 타이만이며, 동쪽 해안은 중공업 지대이며, 해운, 교통, 여행 그리고 제조업의 중심지이다. 경제적으로는 방콕 다음의 산출량을 자랑한다.

## 어원
촌은 산스크리트어로 '물'을 의미하는 촌에서, 부리는 산스크리트어로 '도시'를 의미하는 부리에서 기원한 것이다. 그래서 주의 이름은 '물의 도시'를 의미한다.

## 지리
주는 타이만의 북쪽 끝에 있는 방콕 만 해안에 위치한다. 산맥이 주의 북서쪽부터 남동쪽까지 뻗어있고 북쪽의 비옥한 평야는 오랫동안 농사에 사용되어 왔다. 주 남쪽의 램차방은 태국의 몇 안되는 심수항의 하나이다.

## 역사
역사적인 증거에 따르면 므앙 촌부리에는 아유타야 왕조 때 이래로 취락이 존재했다. 원래 도시는 므앙 방사이, 므앙 플라소이, 므앙 방프라와 같은 많은 작은 읍들로 이루어져 있었다. 이후 라마 5세는 이들 읍을 합쳐서 촌부리 주를 만들었다.

## 행정 구역
11개의 암프(군 단위)가 있고, 그 아래 92개의 땀본(면 단위)과 691개의 무반이 있으며, 1개의 특별자치구인 파타야가 있다.

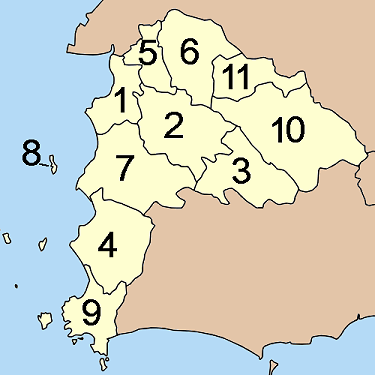
촌부리 행정구역

1. 므앙촌부리군
2. 반븡군
3. 넝야이군
4. 방라뭉군
5. 판통군
6. 파낫니콤군
7. 시라차군
8. 꼬시창군
9. 사타힙군
10. 보통군
11. 꼬짠군

### 도시/타운
* 지역의 수도
| 번호 | 도시             | 암프 (군)                 | 인구    | 면적(km2) | 커뮤니티 도시 |
| ---- | ---------------- | ------------------------- | ------- | --------- | ------------- |
| 1    | 파타야           | 방라뭉군                  | 101,939 | 22.2      |               |
| 2    | 짜오프라야수라삭 | 시라차군                  | 80,088  | 306.44    | 시라차        |
| 3    | 반쑤언           | 므앙촌부리군              | 61,072  | n/a       | 촌부리        |
| 4    | 램차방           | 시라차군(방라뭉군의 일부) | 64,607  | 109.65    |               |
| 5    | 넝프루           | 방라뭉군                  | 49,558  | 45.54     | 파타야        |
| 6    | 샌숙(방샌)       | 므앙촌부리군              | 42,843  | 20.843    | 촌부리        |
| 7    | 촌부리*          | 므앙촌부리군              | 34,744  | 4.567     |               |
| 8    | 앙실라           | 므앙촌부리군              | 25,673  | 18.6      | 촌부리        |
| 9    | 사타힙*          | 사타힙군                  | 22,539  | 6.22      |               |
| 10   | 후아이야이       | 방라뭉군                  | 22,208  | 153       | 파타야        |
| 11   | 시라차*          | 시라차군                  | 19,221  | 4.058     |               |
| 12   | 반븡*            | 반븡군                    | 16,336  | n/a       |               |
| 13   | 후아이 카피      | 므앙촌부리군              | 15,297  | 14.5      | 촌부리        |
| 14   | 몽낭             | 파낫니콤군                | 13,522  | 52.58     | 파낫 니콤     |
| 15   | 파낫 니콤*       | 파낫니콤군                | 11,717  | 2.76      |               |
| 16   | 방사이           | 므앙촌부리군              | 11,140  | 2.16      | 촌부리        |
| 17   | 농마이다엥       | 므앙촌부리군              | 10,689  | 10        | 촌부리        |
| 18   | 방사레           | 사타힙군                  | 7,875   | 7.87      | 사타힙        |
| 19   | 후아로           | 므앙촌부리군              | 7,670   | 18.5      | 촌부리        |
| 20   | 타분미           | 꼬짠군                    | 6,348   | 5.692     |               |
| 21   | 꼬시창*          | 꼬씨창군                  | 4,975   | 7.9       |               |
| 22   | 농파이카에우     | 반븡군                    | 2,018   | 11.692    | 방 브엉       |

## 스포츠
- 촌부리 FC
- 시라차 FC

## 같이 보기
- 촌부리 FC